# Рене Щайнке
Рене Дан Щайнке (на немски: René Dan Steinke) е немски актьор, който е работил като шофьор на линейка преди да започне да преследва мечтите си. Най-добре познат е със сериала Кобра 11 (Alarm für Cobra 11 – Die Autobahnpolizei) като комисар Том Краних, където се появява през 1999-2002, 2004-2006 и сега през 2009, като и в двата сезона е партньор на Ердоган Аталай, който играе в ролята на Семир Геркан.